# From First to Last
From First to Last — американський пост-хардкор-гурт, заснований у Лос-Анджелесі, Каліфорнія і Тампі, Флорида.
Гурт випустив свій дебютний міні-альбом під назвою Aesthetic у 2003 році, який вони записали разом із засновником і вокалістом Філліпом Реардоном, що покинув гурт 2004 року через особисті та творчі розбіжності. Альбом Dear Diary, My Teen Angst Has a Bodycount вийшов у 2004 році та Heroine у 2006 році, обидва за участі Сонні Мура, як вокаліста. Обидва альбоми були продані загальним тиражем 304 000 копій у Сполучених Штатах без особливої уваги в радіоефірах.
Після відходу Мура в лютому 2007 року для роботи над його сольним електронним проєктом, гурт запросив постійного бас-гітариста Метта Меннінга, а Гуд став соло-гітаристом і вокалістом. Їх третій однойменний студійний альбом вийшов у 2008 році на Suretone Records. У серпні 2009 року колектив підписав контракт з Rise Records. Наприкінці 2009 року Річтер покинув гурт. Їхній четвертий студійний альбом, Throne to the Wolves, вийшов 16 березня 2010 року, а вже гурт оголосив про перерву.
У листопаді 2013 року гурт було повторно сформовано, з Спенсером Сотело із Periphery в якості нового головного вокаліста, а також ударника Тревіса Річтера, що повернувся. From First to Last випустили свій п’ятий альбом Dead Trees у квітні 2015 року. Сотело покинув гурт у липні 2016 року, а вже у січні 2017 року Сонні Мур повернувся як вокаліст. У травні 2020 року Метт Гуд зізнався, що хоча є кілька пісень, які можуть увійти до нового альбому, він не впевнений, чи альбом колись вийде.

## Історія

### Заснування таAesthetic(1999–2003)
Гурт First Too Last було засновано у листопаді 1999 року в Тампі Меттом Гудом, Майклом Бланчардом і Скоттом Оордом. Скотт був бас-гітаристом, тоді як Метт взяв на себе роль вокаліста, а згодом також і гітариста, переконаний у цьому рішенні Скоттом. Ударник Паркер Нелмс проводив репетиції у себе вдома, проте коли гурт почав подорожувати, Паркер був ще занадто молодим, щоб подорожувати з колективом. Для повноцінності складу його замінив Стів Пулман, який протягом наступних трьох років буде грати на невеликих виступах у Флориді.
У 2002 році, Метт приєднався до ґрайндкор-гурту The Colour of Violence (на той час відомі під назвами Slaughter vs Skeleton, Fetus Destroyer), де познайомився з гітаристом Тревісом Ріхтером, який пізніше приєднався до First To Last, і бас-гітаристом Джоуї Антіліоном. Через деякий час до гурту приєднався ударник Ґреґ Тейлор, який написав близько 4 пісень, які стали основою для демо-запису Aesthetic Demos. Почувши демо того, що стане їхнім першим міні-альбомом, до гурту приєдналися Філіп Рірдон як вокаліст і ударник Дерек Блум.
У 2003 році гурт випустив свій дебютний міні-альбом Aesthetic на Four Leaf Recordings, у якому вокалістами стали Рірдон, Гуд і Ріхтер. До кінця року вони змінили назву на From First To Last та підписали контракт з Epitaph Records.

### Dear Diary, My Teen Angst Has a Bodycount(2004)
Після дебютного міні-альбому Aesthetic учасники гурту хотіли, щоб Метт очолив роль вокаліста. Однак Гуд не хотів брати на себе як обов’язки співака, так і гітариста. Він хотів, щоб колектив мав фронтмена, щоб краще спілкуватися зі слухачами. Використовуючи сайт соціальної мережі MySpace, Гуд зв’язався з гітаристом і співаком із Каліфорнії Сонні Муром. Мур прилетів до Валдости, штат Джорджія, де відбувався запис Dear Diary, My Teen Angst Has a Bodycount, і початково мав стати ритм-гітаристом гурту. Проте, коли інші учасники гурту почули, як Мур співає «Featuring Some of Your Favorite Words», вони вирішили, що він набагато краще підходить на роль вокаліста.
Метт Гуд написав альбом за два тижні. Мур прийшов після того, як інструментальна частина була записана, і записав вокал. Dear Diary, My Teen Angst Has a Bodycount вийшов 29 червня 2004 року.
З кінця травня до середини червня 2005 року From First to Last брали участь у турі «Dead by Dawn» з такими гуртами, як Emanuel, Halifax та He Is Legend.

### Heroine(2006)
Колектив вирушив до Radio Star Studios у Від, штат Каліфорнія, щоб записати свій другий альбом, спродюсований Россом Робінсоном. Оскільки попереднього бас-гітариста Вайсберга офіційно попросили залишити гурт через внутрішні конфлікти, продюсер Росс Робінсон попросив Веса Борланда, гітариста Limp Bizkit, зіграти на бас-гітарі в альбомі. Пізніше Борланд виступав на кількох турах з гуртом. Альбом Heroine вийшов 21 березня 2006 року. Альбом відкрився в чарті альбомів Billboard під № 25, з продажами за перший тиждень понад 33 000 копій. Незабаром, у квітні вони підписали контракт з великим лейблом Capitol Records після торгів між цим лейблом і Warner Bros.

## Музичний стиль
Музичний стиль From First to Last описується як пост-хардкор, скримо, альтернативний рок, та емо.

## Учасники гурту
| Теперішні учасники - Метт Гуд — соло-гітара, вокал, клавішні (1999–2010, 2013–дотепер), вокал (1999–2002, 2007–2010), ритм-гітара (1999–2002) - Тревіс Річтер — ритм-гітара, екстремальний вокал, бек-вокал (2002–2009, 2013–дотепер) - Дерек Блум — ударні, перкусія (2002–2010, 2013–2014, 2017–дотепер) - Сонні Мур — вокал, додаткова гітара, клавішні (2004–2007, 2017–дотепер) Сесійні учасники - Алісія Сіммонс-Вей — бас-гітара, бек-вокал (2005) - Майкі Вей — бас-гітара, бек-вокал (2005) - Вес Борланд — бас-гітара, бек-вокал (2005–2006) - Метт Флейшман — бас-гітара, бек-вокал (2006–2007) - Тревіс Баркер — ударні, перкусія (2017) | Колишні учасники - Філіп Рірдон — вокал, екстремальний вокал, клавішні, синтезатори (2002–2004) - Спенсер Сотело — вокал (2014–2016) - Блейк Штайнер — ритм-гітара, бек-вокал (2009–2010) - Скотт Оорд — бас-гітара, бек-вокал (1999–2002) - Джої Антилліон — бас-гітара (2002–2003) - Джон Вайсберг — бас-гітара, екстремальний вокал (2003–2005) - Паркер Нелмс — ударні, перкусія (1999) - Стів Пулман — ударні, перкусія, клавішні (1999–2002) - Ґреґ Тейлор — ударні, перкусія (2002) - Ерні Сленкович — ударні, перкусія (2014–2016) - Кріс Лент — клавішні, синтезатори, перкусія (2006–2009) - Тейлор Ларсон — ритм-гітара, соло-гітара (2014–2016) - Метт Меннінг – бас-гітара, екстремальний вокал (2007–2010, 2013–2017) |

## Дискографія
Студійні альбоми
- Dear Diary, My Teen Angst Has a Bodycount (2004)
- Heroine (2006)
- From First to Last (2008)
- Throne to the Wolves (2010)
- Dead Trees (2015)

Міні-альбоми
- Aesthetic (2004)

## Нагороди
| Рік  | Номінована робота  | Нагорода                                       | Результат | Ref    |
| ---- | ------------------ | ---------------------------------------------- | --------- | ------ |
| 2006 | From First to Last | Alternative Press: Best International Newcomer | Номінація | [ 10 ] |